# Anolis macrophallus
Espèce
Synonymes
- Norops macrophallus (Werner, 1917)

Anolis macrophallus est une espèce de sauriens de la famille des Dactyloidae.

## Répartition
Cette espèce se rencontre au Guatemala et au Salvador.

## Publication originale
- Werner, 1917 : Über einige neue Reptilien und einen neuen Frosch des Zoologischen Museums in Hamburg. Beiheft zum Jahrbuch der Hamburgischen Wissenschaftlichen Anstalten, vol. 34, no 2, p. 31-36 (texte intégral).